# Maximilian Perty
Josef Anton Maximilian Perty (Ornbau, 17 de Setembro de 1804 — Bern, 8 de Agosto de 1884), com o nome frequentemente grafado "Joseph", mas mais conhecido por Maximilien Perty, foi um naturalista e entomologista, professor de Zoologia e de anatomia comparada na Universidade de Berna.

## Biografia
Estudou ciências naturais e medicina em Landshut, obtendo a sua graduação em Medicina no ano de 1826. Posteriormente, obteve o seu doutoramento na Universidade de Erlangen com uma tesse sobre uma espécie de escaravelho anteriormente desconhecida. Em 1831 passou a trabalhar como docente privado de zoologia e de história natural geral na Universidade de Munique. Entre 1833 e 1876 foi professor na Universidade de Berna.
Produziu estudos sobre os artrópodes colectados por Johann Baptist von Spix e Carl Friedrich Philipp von Martius na expedição que realizaram ao Brasil. Em 1862, o género botânico Pertya foi denominado em sua honra por Carl Heinrich Schultz Bipontinus.
As colecções de espécimes reunidas por Perty estão repartidas entre a Universidade de Berna e a Zoologische Staatssammlung München (Munique).

## Obras publicadas
Entre muitas outras, Perty é autor das seguites monografias:
- Observationes nonnulae in Coleoptera Indiae orientalis, München  (1831).[1]
- Delectus Animalium Articulatorum quae in itinere per Brasiliam Annis MDCCCXVII – MDCCCXX Iussu et Auspiciis Maximiliani Josephi I. Bavariae Regis Augustissimi, percato collegerunt Dr J. B. de Spix et Dr. C. F. Ph. de Martius. (1830-1834).
- Die mystischen Erscheinungen in der menschlichen Natur. Leipzig, (2. Auflage 1872, 2 Bände) (1861).
- Über das Seelenleben der Tiere (Leipzig und Heidelberg, 2. 1865: new edition 1876).
- Die Natur im Licht philosophischer Anschauung (Leipzig und Heidelberg) (1869).
- Erinnerungen aus dem Leben eines Natur- und Seelenforschers des 19. Jahrhunderts (Leipzig und Heidelberg) (1879).[3]